# Seznam poljskih astronomov
Seznam poljskih astronomov.

## A
- Franciszek Armiński

## B
- Tadeusz Banachiewicz (1882 – 1954)
- Jan Brożek
- Albert Brudzewski (1445 – 1497)

## D
- Władysław Dziewulski

## G
- Robert Głębocki (1940 – 2005) (astrofizik)

## H
- Johannes Hevel (1611 – 1687)

## K
- Felicjan Kępiński
- Maciej Konacki
- Nikolaj Kopernik (1473 – 1543)
- Kazimierz Kordylewski (1903 – 1981)
- Jan Kowalczyk (1833 – 1911)
- Marian Albertovich Kowalski

## L
- Stanisław Lubieniecki

## M
- William Markowitz

## P
- Bohdan Paczyński (1940 – 2007)
- Marcin Poczobutt-Odlanicki
- Grzegorz Pojmański (1959 –)

## R
- Konrad Rudnicki

## S
- Jan Śniadecki (1756 – 1830)

## W
- Kacper W. Wierzchoś
- Wiesław Z. Wiśniewski
- Aleksander Wolszczan

## Ž
- Anna Nikola Żytkow (Poljska, 1947 –)